# 北天宮
北天宮位於台灣台北市桂林路，為主祀關公之道教廟宇。該建物興建於1978年，今為位於台北萬華區之仿古廟宇建築。另外，該廟宇的組織型態為管理委員會制，祭典日期則是每年農曆之六月廿四。